# Pycnonotus flavescens
El bulbul amarillento (Pycnonotus flavescens) es una especie de ave paseriforme de la familia Pycnonotidae propia del sudeste asiático.

## Distribución y hábitat
Se extiende desde el noreste del subcontinente indio a Indochina, distribuido por los siguientes países: Bangladés, China, India, Indonesia, Laos, Malasia, Birmania, Tailandia y Vietnam.
Su hábitats natural son los busques húmedos tropicales.